# Vavin (métro de Paris)
Pour les articles homonymes, voir Vavin.
Vavin est une station de la ligne 4 du métro de Paris, située à la limite des 6e et 14e arrondissements de Paris.

## Situation
La station est implantée à la limite administrative entre le quartier Notre-Dame-des-Champs au nord et le quartier du Montparnasse au sud. Elle est établie à l'intersection du boulevard du Montparnasse et du boulevard Raspail, où se trouve la place Pablo-Picasso. Les quais sont établis en courbe et orientés nord-est/sud-ouest, selon les axes des deux boulevards précités, respectivement à l'ouest et au sud du carrefour. Vavin s'intercale entre les stations Montparnasse - Bienvenüe et Raspail.
Sur la voie en direction de Bagneux - Lucie Aubrac, la station est précédée d'un raccordement de service avec la ligne 12, embranché en talon à l'entrée, puis immédiatement suivie d'un second raccordement avec la ligne 6, qui se détache en pointe dès la sortie du point d'arrêt.

## Histoire
La station est ouverte le 9 janvier 1910 avec la mise en service du tronçon entre Châtelet et Raspail de la ligne 4, lequel assure la jonction des sections nord et sud existantes de la ligne, permettant aux rames de poursuivre jusqu'à Porte de Clignancourt au nord et Porte d'Orléans au sud.
Elle doit sa dénomination à sa proximité avec la rue Vavin, laquelle rend hommage à Alexis Vavin (1792-1863), homme politique français du XIXe siècle, élu député de Paris en 1839.
Lors de la crue de la Seine de 1910, la station joue le rôle de terminus depuis Porte d'Orléans à compter du 24 janvier en raison de l'inondation du tronçon central de la ligne 4, qui interrompt le trafic jusqu'à Gare du Nord. Le service normal n'est rétabli que le 6 avril suivant.
Au milieu des années 1960, les quais de la station voient leur longueur portée de 75 à 90 mètres, comme ceux de l'essentiel des stations de la ligne 4 dans le cadre de sa conversion au roulement pneumatique, réalisée entre octobre 1966 et octobre 1967. Cette opération d'envergure vise à permettre l'accueil de nouvelles rames MP 59 dotées de six voitures, contre cinq pour l'ancien matériel Sprague-Thomson à roulement fer classique, ceci afin d'augmenter le débit de la ligne pour faire face aux importantes surcharges chroniques apparues après la Seconde Guerre mondiale.
Dans le cadre du programme « Renouveau du métro » de la RATP, les couloirs de la station ainsi que l'éclairage des quais sont rénovés le 2 décembre 2005.
Afin d'accompagner l'automatisation de la ligne 4, les quais font l'objet d'une modernisation intégrale entre 2017 et 2023, laquelle inclut leur rehaussement afin de recevoir des portes palières intégrales, dont l'installation intervient entre les mois de juillet et d'août 2020.

### Fréquentation
Selon les estimations de la RATP, la station a vu entrer 2 021 987 voyageurs en 2019, ce qui la place à la 244e position des stations de métro pour sa fréquentation sur 302,. En 2020, avec la crise du Covid-19, son trafic annuel tombe à 1 009 201 voyageurs, la classant alors au 241e rangavant de remonter progressivement en 2021 avec 1 322 588 entrants comptabilisés, ce qui la relègue cependant à la 249e position des stations du réseau pour sa fréquentation sur 304 cette année-là,.

## Services

### Accès
La station dispose de quatre accès, tous constitués d'escaliers fixes et répartis de part et d'autre du boulevard du Montparnasse, à l'ouest du carrefour avec le boulevard Raspail :
- l'accès no 1 « Boulevard Raspail » débouchant au droit de la brasserie La Rotonde, qui fait l'angle avec le boulevard Raspail et le boulevard du Montparnasse au no 105 de ce dernier ;
- l'accès no 2 « Rue Vavin » se trouvant face aux nos 101 et 103 du boulevard du Montparnasse, cette dernière adresse abritant le cinéma UGC Rotonde ;
- l'accès no 3 « Boulevard du Montparnasse » se situant au droit du no 106 du boulevard précité ;
- l'accès no 4 « Rue Delambre » débouchant face au no 108 du même boulevard.

L'ensemble des trémies d'escaliers sont agrémentées de balustrade en fer forgé dans le style Dervaux des années 1930, celles des accès no 1 et 4 étant complétées d'un mât avec un « M » jaune inscrit dans un cercle (modèle apparu après la Seconde Guerre mondiale).

Accès à la station
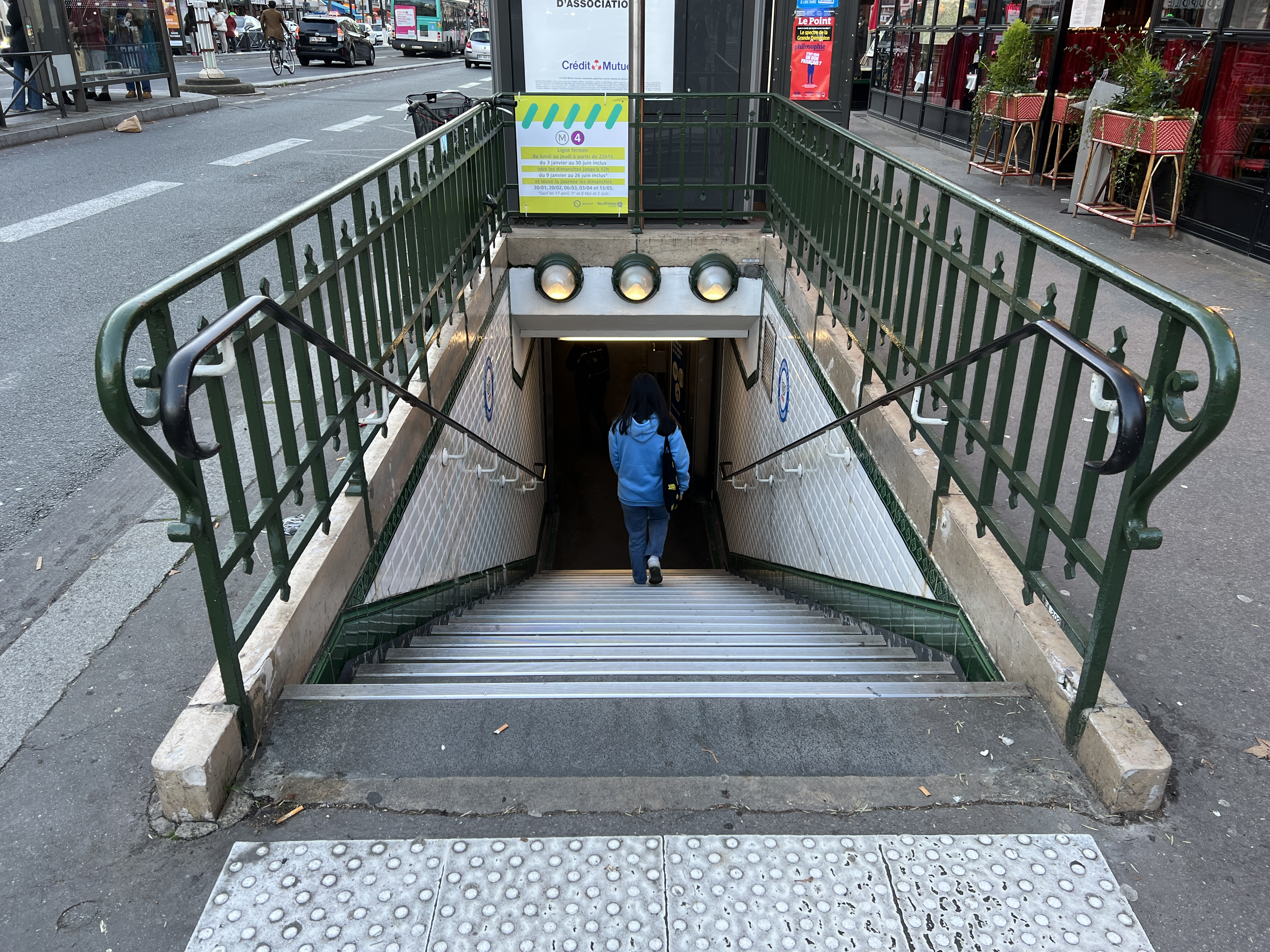
L'accès no 1, « Boulevard Raspail ».
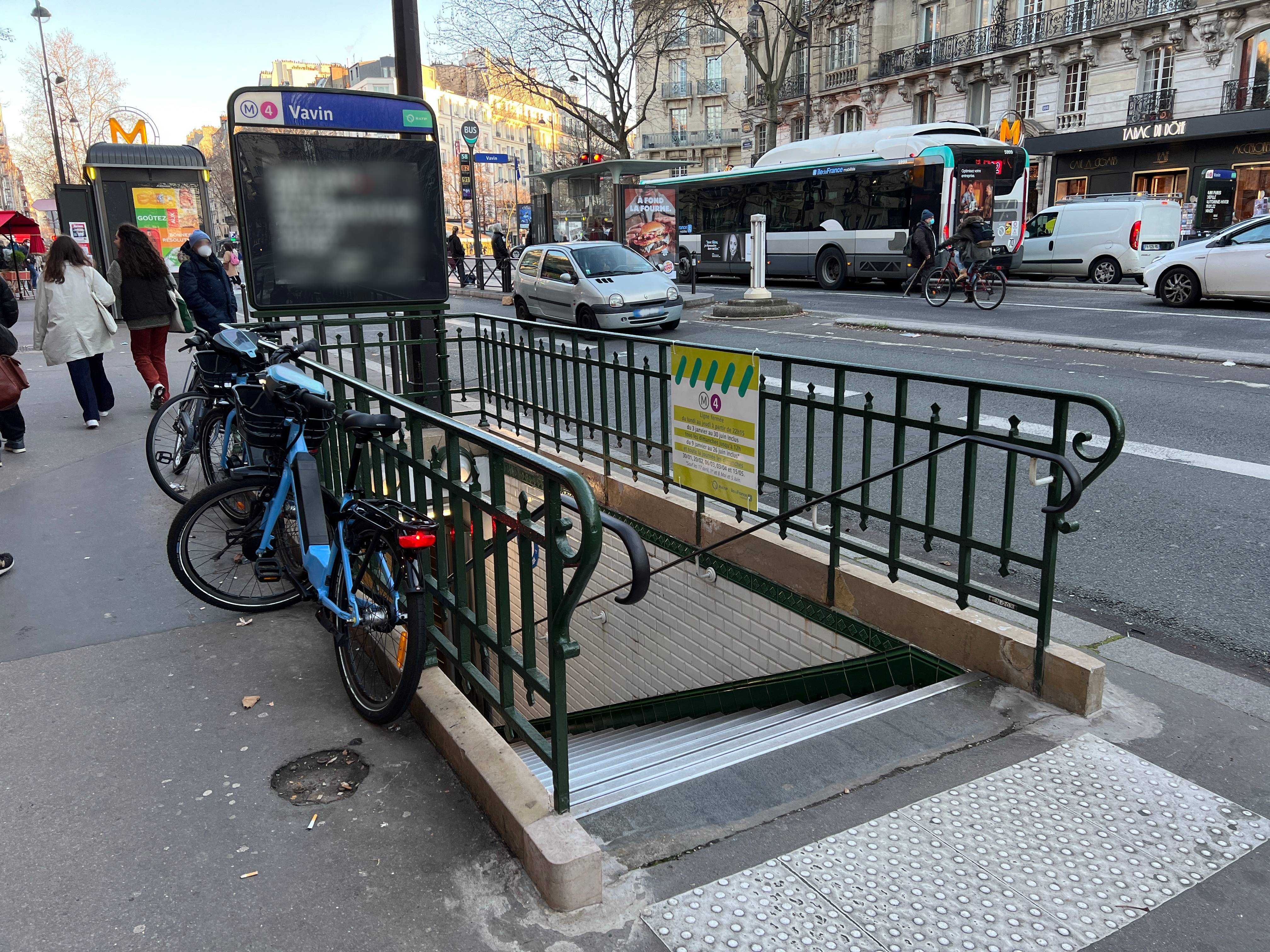
L'accès no 2, « Rue Vavin ».
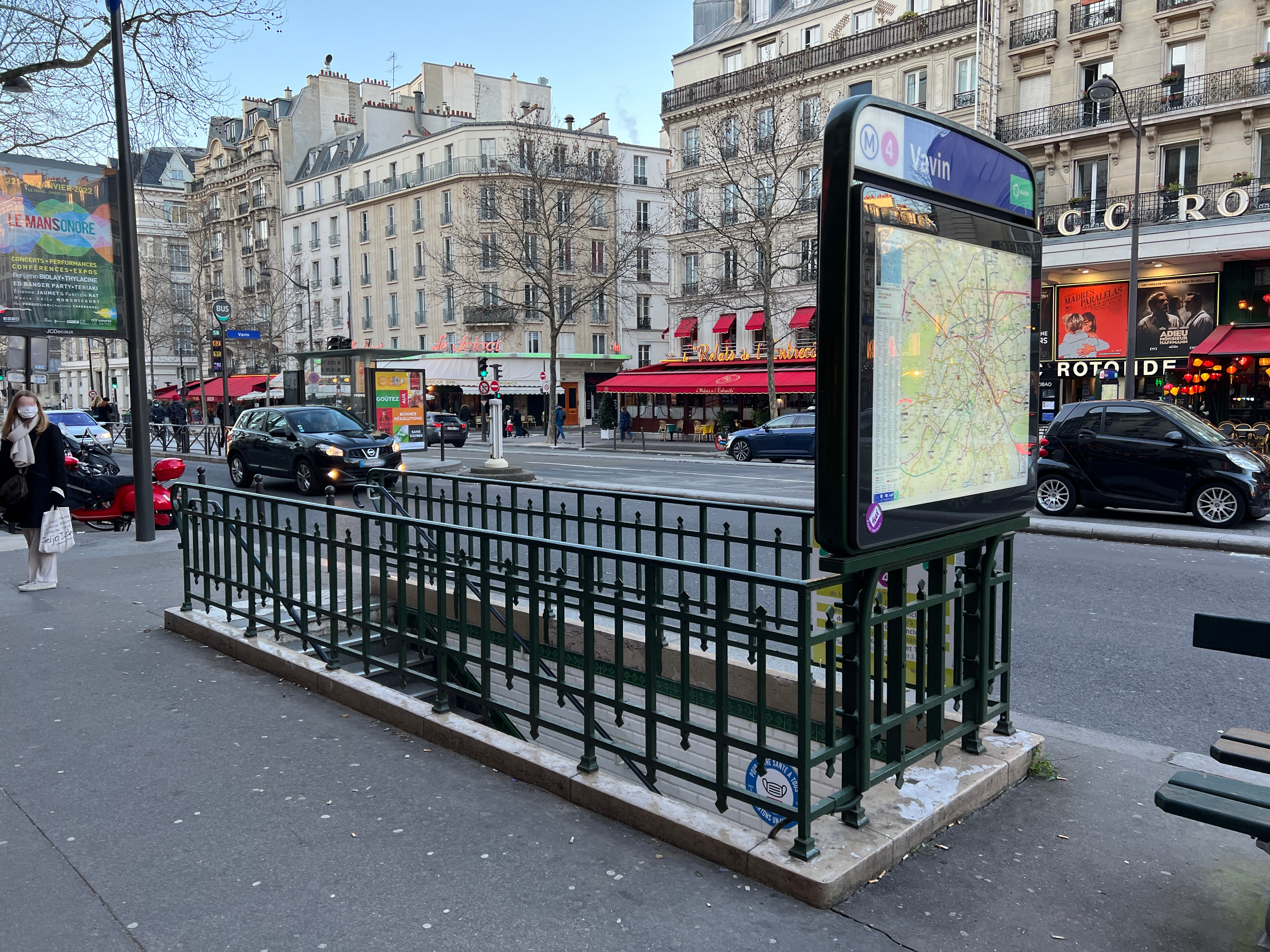
L'accès no 3, « Boulevard du Montparnasse ».
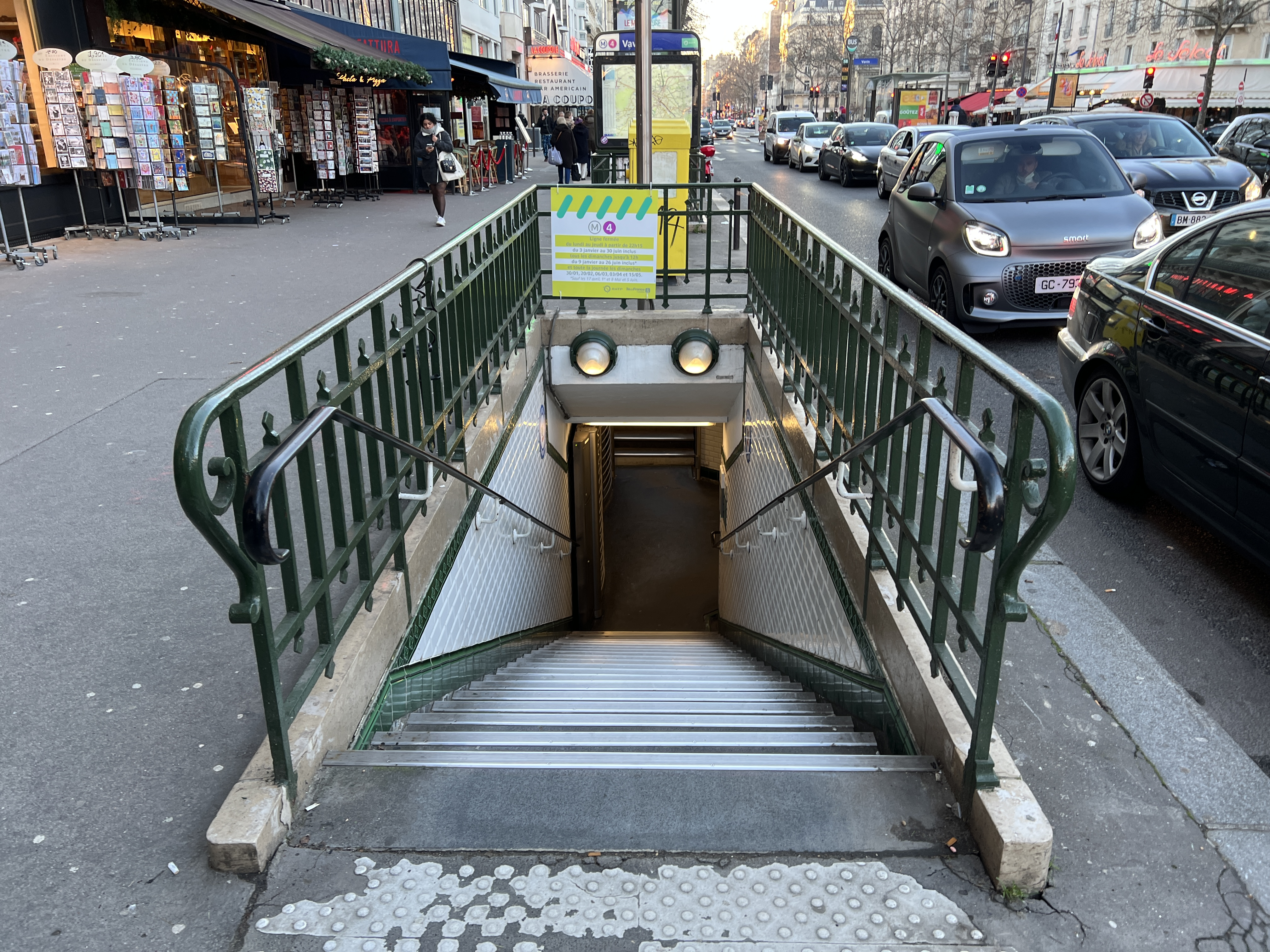
L'accès no 4, « Rue Delambre ».

### Quais
Vavin est une station en courbe de configuration standard pour le métro de Paris : elle possède deux quais, d'une longueur de 90 mètres, séparés par les voies du métro situées au centre et la voûte est elliptique. La décoration est du style utilisé pour la rénovation des stations de la ligne 4 dans le cadre de son automatisation intégrale, achevée en décembre 2023. Ainsi, les bandeaux d'éclairage indirect sont blancs et spécifiques à cette ligne, tandis que des « coins salons » sont aménagés face aux intercirculations des rames : ils comportent des sièges « Akiko » de couleur bleue, disposés au droit d'un panneau métallique monochrome de couleur beige en l'occurrence, lequel intègre une plaque émaillée sur laquelle le nom de la station est inscrit en police de caractères Parisine avec un lettrage rétro-éclairé. Les carreaux en céramique blancs biseautés recouvrent les piédroits, la voûte ainsi que les tympans. Les quais sont carrelés en deux tons de gris (anthracite sur l'essentiel de leur longueur et en gris plus clair au droit des espaces d'attente) et comportent des portes palières intégrales (incorporant des écrans SIEL) afin de prévenir les risques de chutes de voyageurs sur les voies. Chaque piédroit comporte également quelques écrans publicitaires inclinés, en remplacement des traditionnelles affiches en papier.

Quais de la station
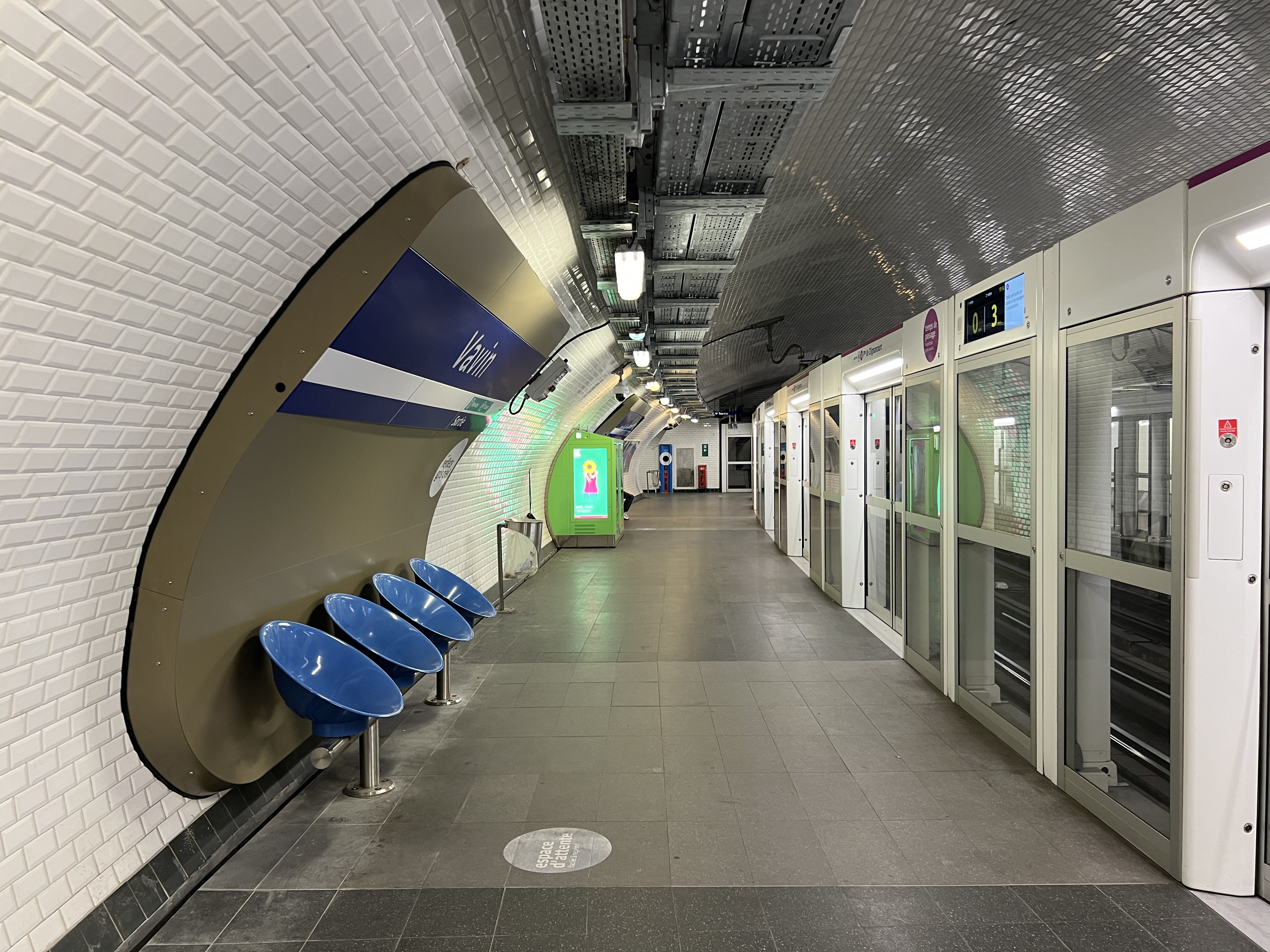
Vue du quai en direction de Porte de Clignancourt.
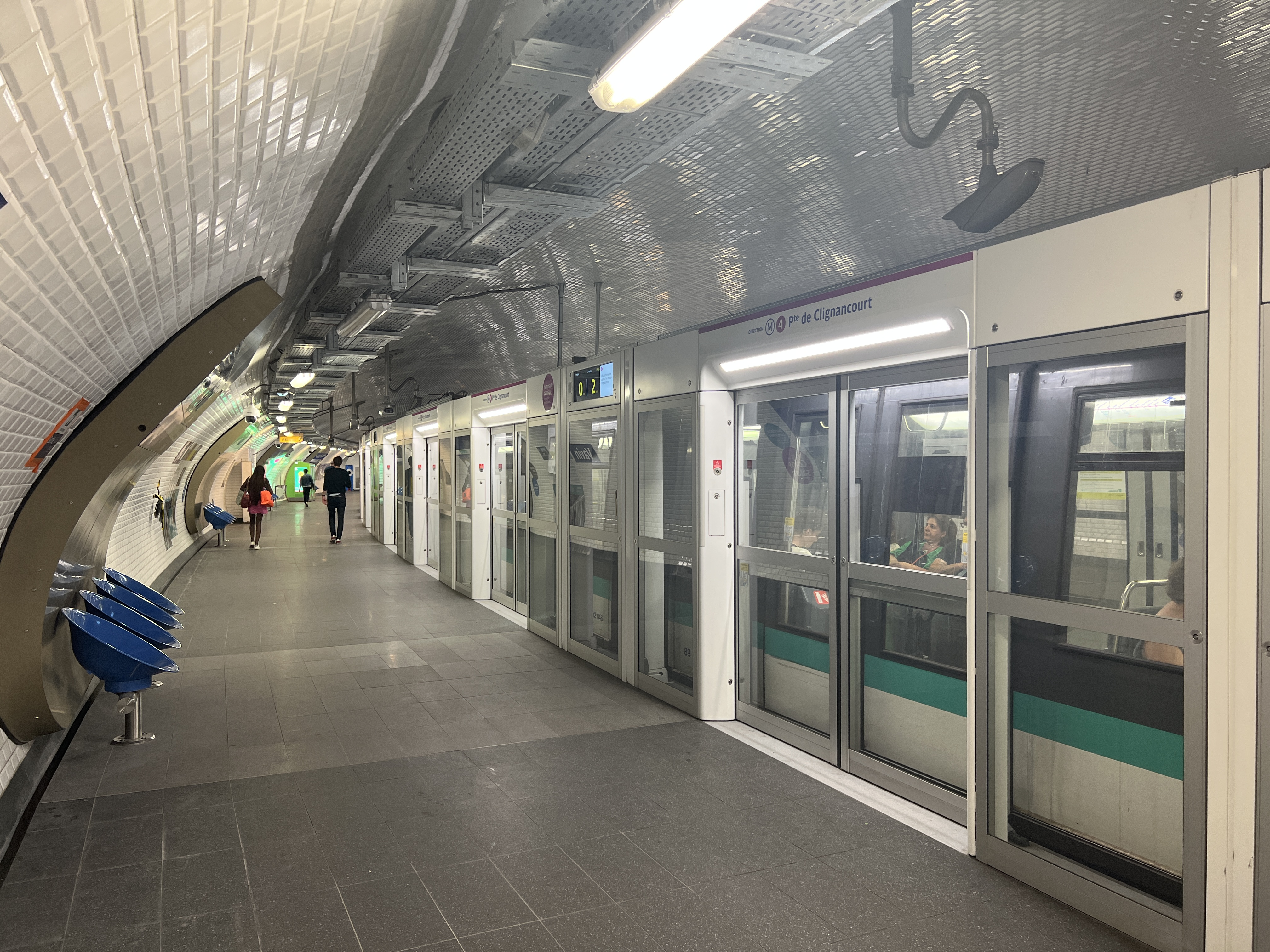
Arrêt d'une rame MP 89 CC pour Porte de Clignancourt.
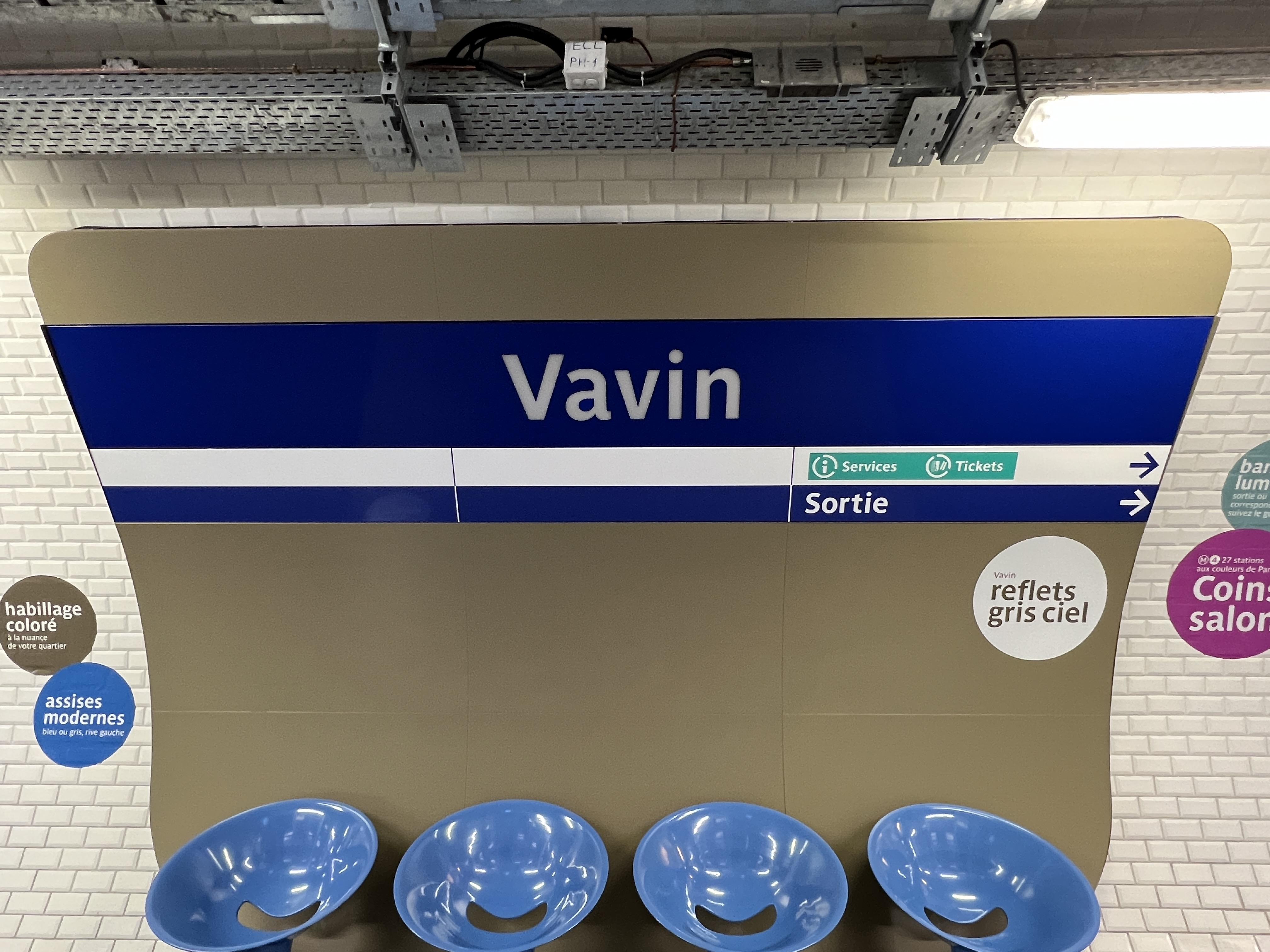
Espace d'attente intégrant le nom de la station.

### Intermodalité
La station est desservie par les lignes 58, 68, 82 et 91 du réseau de bus RATP, et, la nuit, par les lignes N01 et N02 du réseau Noctilien.

## À proximité
- La Rotonde
- Sept Parnassiens
- Square Ozanam
- Église Notre-Dame-des-Champs
- Lycée Montaigne
- Université Paris-Panthéon-Assas
  - Institut français de presse
- Musée Zadkine
- Jardin des Grands-Explorateurs Marco-Polo et Cavelier-de-la-Salle